# Nicole Fontaine
Nicole Claude Marie Fontaine (Grainville-Ymauville, 16 gennaio 1942 – Neuilly-sur-Seine, 17 maggio 2018) è stata una politica francese.
Membro dell'UMP, è stata Presidente del Parlamento Europeo dal 1999 al 2002. Nel 2000 ha vinto il Premio Nazionale Alghero Donna di Letteratura e Giornalismo per la sezione "Premio Speciale della Giuria".

## Biografia
Nata in Normandia, figlia di un medico e nipote di insegnanti di scuola elementare, si è laureata in giurisprudenza nel 1962 all'età di 20 anni, quindi ha preso una nuova laurea in Sciences Po nel 1964 e un dottorato in diritto pubblico nel 1969. La sua tesi di dottorato sui rapporti tra lo Stato e gli istituti di insegnamento privati collegati per contratto al settore pubblico è stata pubblicata quattro volte e ampiamente diffusa, diventando il lavoro di riferimento standard nel dipartimento di Hauts-de-Seine.
Muore, all'età di 76 anni, il 17 maggio 2018 a Neuilly-sur-Seine dopo una lunga malattia.